# Little Trout Bay
Little Trout Bay är en vik i Kanada.   Den ligger i provinsen Ontario, i den sydöstra delen av landet, 1 100 km väster om huvudstaden Ottawa.
I omgivningarna runt Little Trout Bay växer i huvudsak blandskog. Trakten runt Little Trout Bay är nära nog obefolkad, med mindre än två invånare per kvadratkilometer.